# Baby, It's Cold Outside
Baby, It's Cold Outside（ベイビー イッツ コールド アウトサイド）は、Galileo Galileiの2枚目のミニアルバム。

## 概要
前作『PORTAL』から約9か月ぶり、ギターの岩井郁人、キーボードの野口一雅が脱退してから初の作品。前作と同様に外部のプロデューサーを排して札幌のプライベートスタジオでレコーディングされた。
収録曲やプロモーションビデオ、ジャケット等は全てボーカルの尾崎によるコンセプトストーリーの元に作られている。タイトルはフランク・レッサーが1944年に作詞・作曲した楽曲「ベイビー、イッツ・コールド・アウトサイド」に由来している。
ネオン・インディアン、a-ha、ザ・ビーチ・ボーイズ、デス・キャブ・フォー・キューティー等からの影響が公言されている。また音数は『PORTAL』と比べると大きく減らされた。
『PORTAL』に続いてさよならポニーテールのみぃながコーラスやハミングで参加している。
初回生産限定盤には「リジー」のミュージック・ビデオを収録したDVDが同梱された。

## 収録曲
（全作詞：尾崎雄貴／全作曲・編曲：Galileo Galilei）
1. Sex and Summer - 4:54
次曲「時計塔」と繋がっている。
2. 時計塔 - 3:58
3. コウモリかモグラ - 3:03
4. Chill Boy - 3:04
インスト曲。
5. リジー - 4:19
6. 夢に唄えば - 3:48